# Aeroportul Monroe County
Aeroportul Monroe County (IATA: MVC, ICAO: KMVC, FAA LID: MVC) este un aeroport din Alabama, Statele Unite ale Americii ce deservește zona Monroeville⁠(d).
Situat la o altitudine de 128 m, aeroportul dispune de 1 pistă.

## Infrastructură

### Piste
Aeroportul dispune de o singură pistă. Pista 3/21 are suprafața de asfalt și dimensiunile 6.028 picioare × 100 picioare. 